# Leichtathletik-Hallensüdamerikameisterschaften 2020
Die 1. Leichtathletik-Hallensüdamerikameisterschaften fanden vom 1. bis zum 2. Februar 2020 in der bolivianischen Stadt Cochabamba statt. Veranstalter war die Confederación Sudamericana de Atletismo.

## Ergebnisse Männer

### 60 m
| Platz | Athlet          | Land | Zeit (s) |
| ----- | --------------- | ---- | -------- |
| 1     | Jeffrey Vanan   | SUR  | 6,80 PB  |
| 2     | Rafael Vásquez  | VEN  | 6,85 PB  |
| 3     | Franco Florio   | ARG  | 6,85 PB  |
| 4     | Mateo Edward    | PAN  | 6,86     |
| 5     | Arnovis Dalmero | COL  | 6,90 PB  |
| 6     | Tito Hinojosa   | BOL  | 7,05     |
| OC    | Pablo Abán      | BOL  | 7,15     |
|       | Virjilio Griggs | PAN  | DOP      |

Der ursprünglich viertplatzierte Panamer Virjilio Griggs wurde 2020 wegen eines Betrugvergehens disqualifiziert.

### 200 m
| Platz | Athlet          | Land | Zeit (s)  |
| ----- | --------------- | ---- | --------- |
| 1     | Rafael Vásquez  | VEN  | 21,34 PB  |
| 2     | Franco Florio   | ARG  | 21,89 PB  |
| 3     | Tito Hinojosa   | BOL  | 22,08 =NR |
| 4     | Arturo Deliser  | PAN  | 22,09 PB  |
| 5     | Julian Vargas   | BOL  | 22,51     |
|       | Virjilio Griggs | PAN  | DOP       |

Der ursprünglich siegreiche Panamer Virjilio Griggs wurde 2020 wegen eines Betrugvergehens disqualifiziert.

### 400 m
| Platz | Athlet             | Land | Zeit (s) |
| ----- | ------------------ | ---- | -------- |
| 1     | Elián Larregina    | ARG  | 47,52 NR |
| 2     | Marco Vilca        | PER  | 47,84 NR |
| 3     | Anderson Henriques | BRA  | 47,91    |
| 4     | Fernando Copa      | BOL  | 48,06 NR |

### 800 m
| Platz | Athlet                  | Land | Zeit (min) |
| ----- | ----------------------- | ---- | ---------- |
| 1     | Lucirio Antonio Garrido | VEN  | 1:53,54 PB |
| 2     | Marco Vilca             | PER  | 1:54,11 NR |
| 3     | Alejandro Peirano       | CHI  | 1:54,52 PB |
| 4     | Limber Ciprian          | BOL  | 1:59,06    |
| 5     | David Alborta           | BOL  | 1:59,42    |
| 6     | Diego Lacamoire         | ARG  | 2:00,82 PB |

### 1500 m
| Platz | Athlet             | Land | Zeit (min) |
| ----- | ------------------ | ---- | ---------- |
| 1     | Federico Bruno     | ARG  | 3:56,88 PB |
| 2     | Santiago Catrofe   | URU  | 3:58,18 SB |
| 3     | Limber Apaza       | BOL  | 4:00,36 PB |
| 4     | Rubén Erick Arando | BOL  | 4:00,85 PB |
|       | Diego Lacamoire    | ARG  | DNF        |

### 3000 m
| Platz | Athlet              | Land | Zeit (min) |
| ----- | ------------------- | ---- | ---------- |
| 1     | Juan Jorge González | BOL  | 8:31,90    |
| 2     | Rubén Erick Arando  | BOL  | 8:41,17    |
|       | Federico Bruno      | ARG  | DNF        |
|       | Santiago Catrofe    | URU  | DNF        |

### 60 m Hürden
| Platz | Athlet               | Land | Zeit (s) |
| ----- | -------------------- | ---- | -------- |
| 1     | Gabriel Constantino  | BRA  | 7,78 SB  |
| 2     | Eduardo de Deus      | BRA  | 7,81 SB  |
| 3     | Agustín Carrera      | ARG  | 7,87 NR  |
| 4     | Williams Ríos        | PAN  | 8,17 PB  |
| 5     | Mauricio Sandoval    | BOL  | 8,18 NR  |
| 6     | Nelson Camilo Acebey | BOL  | 8,49     |

### 4 × 400 m Staffel
| Platz | Land        | Athleten                                                       | Zeit (min) |
| ----- | ----------- | -------------------------------------------------------------- | ---------- |
| 1     | Bolivien    | Fernando Copa Pablo Abán Tito Hinojosa Julian Vargas           | 3:25,61    |
| 2     | Argentinien | Franco Florio Maximiliano Díaz Agustín Carrera Elián Larregina | 3:29,45    |

### Hochsprung
| Platz | Athlet            | Land | Höhe (m) |
| ----- | ----------------- | ---- | -------- |
| 1     | Fernando Ferreira | BRA  | 2,25     |
| 2     | Eure Yáñez        | VEN  | 2,22 SB  |
| 3     | Thiago Moura      | BRA  | 2,19 SB  |
| 4     | Carlos Layoy      | ARG  | 2,16 NR  |
| 5     | David Bosquez     | PAN  | 2,05 PB  |

### Stabhochsprung
| Platz | Athlet              | Land | Höhe (m) |
| ----- | ------------------- | ---- | -------- |
| 1     | Germán Chiaraviglio | ARG  | 5,50 =SB |
| 2     | Pablo Zaffaroni     | ARG  | 5,10     |

### Weitsprung
| Platz | Athlet            | Land | Weite (m) |
| ----- | ----------------- | ---- | --------- |
| 1     | Alexsandro Melo   | BRA  | 8,08 PB   |
| 2     | Leodán Torrealba  | VEN  | 7,72 PB   |
| 3     | José Luis Mandros | PER  | 7,72 PB   |
| 4     | Arnovis Dalmero   | COL  | 7,68 NR   |
| 5     | Daniel Pineda     | CHI  | 7,62 NR   |
| 6     | Erick Suárez      | BOL  | 7,31 NR   |
| 7     | Adrián Reyes      | PAN  | 7,26 PB   |
| 8     | Miguel van Assen  | SUR  | 7,25 NR   |

### Dreisprung
| Platz | Athlet            | Land | Weite (m) |
| ----- | ----------------- | ---- | --------- |
| 1     | Alexsandro Melo   | BRA  | 17,10 PB  |
| 2     | Mateus de Sá      | BRA  | 16,62 PB  |
| 3     | Maximiliano Díaz  | ARG  | 16,52 NR  |
| 4     | Álvaro Cortez     | CHI  | 16,30 NR  |
| 5     | Leodán Torrealba  | VEN  | 15,97 PB  |
| 6     | Federico Guerrero | ARG  | 15,55 PB  |

### Kugelstoßen
| Platz | Athlet           | Land | Weite (m) |
| ----- | ---------------- | ---- | --------- |
| 1     | Willian Dourado  | BRA  | 19,09 PB  |
| 2     | Ignacio Carballo | ARG  | 18,76 PB  |
| 3     | Aldo González    | BOL  | 18,73 NR  |

## Ergebnisse Frauen

### 60 m
| Platz | Athletin                  | Land | Zeit (s)    |
| ----- | ------------------------- | ---- | ----------- |
| 1     | Rosângela Santos          | BRA  | 7,34        |
| 2     | Natalia Linares           | COL  | 7,42 =AU20R |
| 3     | María Victoria Woodward   | ARG  | 7,51        |
| 4     | María Florencia Lamboglia | ARG  | 7,54 PB     |
| 5     | Alini Delgadillo          | BOL  | 7,64 NR     |
| 6     | Guadalupe Torrez          | BOL  | 7,80        |
| 7     | Giara Garate              | PER  | 7,93 PB     |

### 200 m
| Platz | Athletin                | Land | Zeit (s) |
| ----- | ----------------------- | ---- | -------- |
| 1     | Natalia Linares         | COL  | 24,19 PB |
| 2     | María Fernanda Mackenna | CHI  | 24,24 PB |
| 3     | Noelia Martínez         | ARG  | 24,41 NR |
| 4     | Guadalupe Torrez        | BOL  | 25,34 NR |
| 5     | Leticia Arispe          | BOL  | 25,90    |

### 400 m
| Platz | Athletin                 | Land | Zeit (s) |
| ----- | ------------------------ | ---- | -------- |
| 1     | Tiffani Marinho          | BRA  | 53,34 PB |
| 2     | María Fernanda Mackenna  | CHI  | 54,45 NR |
| 3     | Geisa Aparecida Coutinho | BRA  | 54,75    |
| 4     | Noelia Martínez          | ARG  | 54,81 PB |
| 5     | Cecilia Gómez            | BOL  | 55,76 NR |
| 6     | Lucía Sotomayor          | BOL  | 57,29 PB |

### 800 m
| Platz | Athletin          | Land | Zeit (min) |
| ----- | ----------------- | ---- | ---------- |
| 1     | Déborah Rodríguez | URU  | 2:14,14    |
| 2     | Mariana Borelli   | ARG  | 2:16,99 PB |
| 3     | María Marascia    | COL  | 2:17,98 SB |
| 4     | Nicole Vaca       | BOL  | 2:20,68 SB |
| 5     | Nelly Mamani      | BOL  | 2:20,91    |

### 1500 m
| Platz | Athletin            | Land | Zeit (min) |
| ----- | ------------------- | ---- | ---------- |
| 1     | María Pía Fernández | URU  | 4:31,03 NR |
| 2     | Jhoselyn Camargo    | BOL  | 4:34,94 PB |
| 3     | Mariana Borelli     | ARG  | 4:38,29 PB |
| 4     | Edith Mamani        | BOL  | 4:42,67 PB |

### 3000 m
| Platz | Athletin            | Land | Zeit (min) |
| ----- | ------------------- | ---- | ---------- |
| 1     | Jhoselyn Camargo    | BOL  | 09:55,68   |
| 2     | Edith Mamani        | BOL  | 10:00,72   |
|       | María Pía Fernández | URU  | DNF        |

### 60 m Hürden
| Platz | Athletin                  | Land | Zeit (s) |
| ----- | ------------------------- | ---- | -------- |
| 1     | María Ignacia Eguiguren   | CHI  | 8,40 NR  |
| 2     | María Florencia Lamboglia | ARG  | 8,67     |
| 3     | Diana Bazalar             | PER  | 8,85     |
| 4     | Danitza Avila             | BOL  | 9,53     |
| 5     | Reimy Irvin               | PAN  | 9,60     |
| 6     | Camila Jiménez            | BOL  | 9,65     |

### 4-mal-400-Meter-Staffel
| Platz | Land     | Athletin                                                      | Zeit (min) |
| ----- | -------- | ------------------------------------------------------------- | ---------- |
| 1     | Bolivien | Lucía Sotomayor Alini Delgadillo Leticia Arispe Cecilia Gómez | 4:00,77    |

### Hochsprung
| Platz | Athletin          | Land | Höhe (m) |
| ----- | ----------------- | ---- | -------- |
| 1     | Valdiléia Martins | BRA  | 1,82     |
| 2     | Lorena Aires      | URU  | 1,79     |
| 3     | Betsabé Páez      | ARG  | 1,73     |
| 4     | Carla Ríos        | BOL  | 1,73     |

### Stabhochsprung
| Platz | Athletin       | Land | Höhe (m) |
| ----- | -------------- | ---- | -------- |
| 1     | Nicole Hein    | PER  | 4,00     |
| 2     | Juliana Campos | BRA  | 3,80     |

### Weitsprung
| Platz | Athletin       | Land | Weite (m) |
| ----- | -------------- | ---- | --------- |
| 1     | Natalie Aranda | PAN  | 6,58 NR   |
| 2     | Aries Sánchez  | VEN  | 6,50      |
| 3     | Eliane Martins | BRA  | 6,44      |
| 4     | Macarena Reyes | CHI  | 6,27 NR   |
| 5     | Valeria Quispe | BOL  | 5,84 NR   |
| 6     | Lindy García   | BOL  | 5,48      |

### Dreisprung
| Platz | Athletin       | Land | Weite (m) |
| ----- | -------------- | ---- | --------- |
| 1     | Liuba Zaldívar | ECU  | 13,52 NR  |
| 2     | Valeria Quispe | BOL  | 13,12 NR  |
| 3     | Silvana Segura | PER  | 13,07 NR  |

### Kugelstoßen
| Platz | Athletin       | Land | Weite (m) |
| ----- | -------------- | ---- | --------- |
| 1     | Geisa Arcanjo  | BRA  | 17,09     |
| 2     | Ivana Gallardo | CHI  | 16,53     |

## Medaillenspiegel
| Platz | Land        |   |   |   |    |
| ----- | ----------- | - | - | - | -- |
| 1     | Brasilien   | 9 | 3 | 4 | 16 |
| 2     | Bolivien    | 4 | 4 | 2 | 10 |
| 3     | Argentinien | 3 | 4 | 8 | 15 |
| 4     | Uruguay     | 2 | 2 | 0 | 4  |
| 5     | Panama      | 2 | 0 | 0 | 2  |
| 6     | Venezuela   | 1 | 5 | 0 | 6  |
| 7     | Chile       | 1 | 3 | 1 | 5  |
| 8     | Peru        | 1 | 2 | 3 | 6  |
| 9     | Kolumbien   | 1 | 1 | 1 | 3  |
| 10    | Ecuador     | 1 | 0 | 0 | 1  |
| 10    | Suriname    | 1 | 0 | 0 | 1  |